# Cuando
Il fiume Cuando, a volte traslitterato come Kwando, è un fiume dell'Africa centrale, e il più grande degli affluenti occidentali dello Zambesi.
Il Cuando nasce negli altopiani dell'Angola, scorre prima in direzione sud-est lungo il confine con lo Zambia e poi verso sud nella Namibia.
Circa 10.000 anni fa, il Cuando continuava verso sud fino al lago Makgadikgadi, ma ora il fiume gira improvvisamente verso est lungo il confine con il Botswana.  Da questo punto il fiume è conosciuto con il nome di Linyanti.  Nella sua parte finale, dal lago stagionale Liambesi fino alla confluenza con lo Zambesi, è noto con il nome di Chobe.

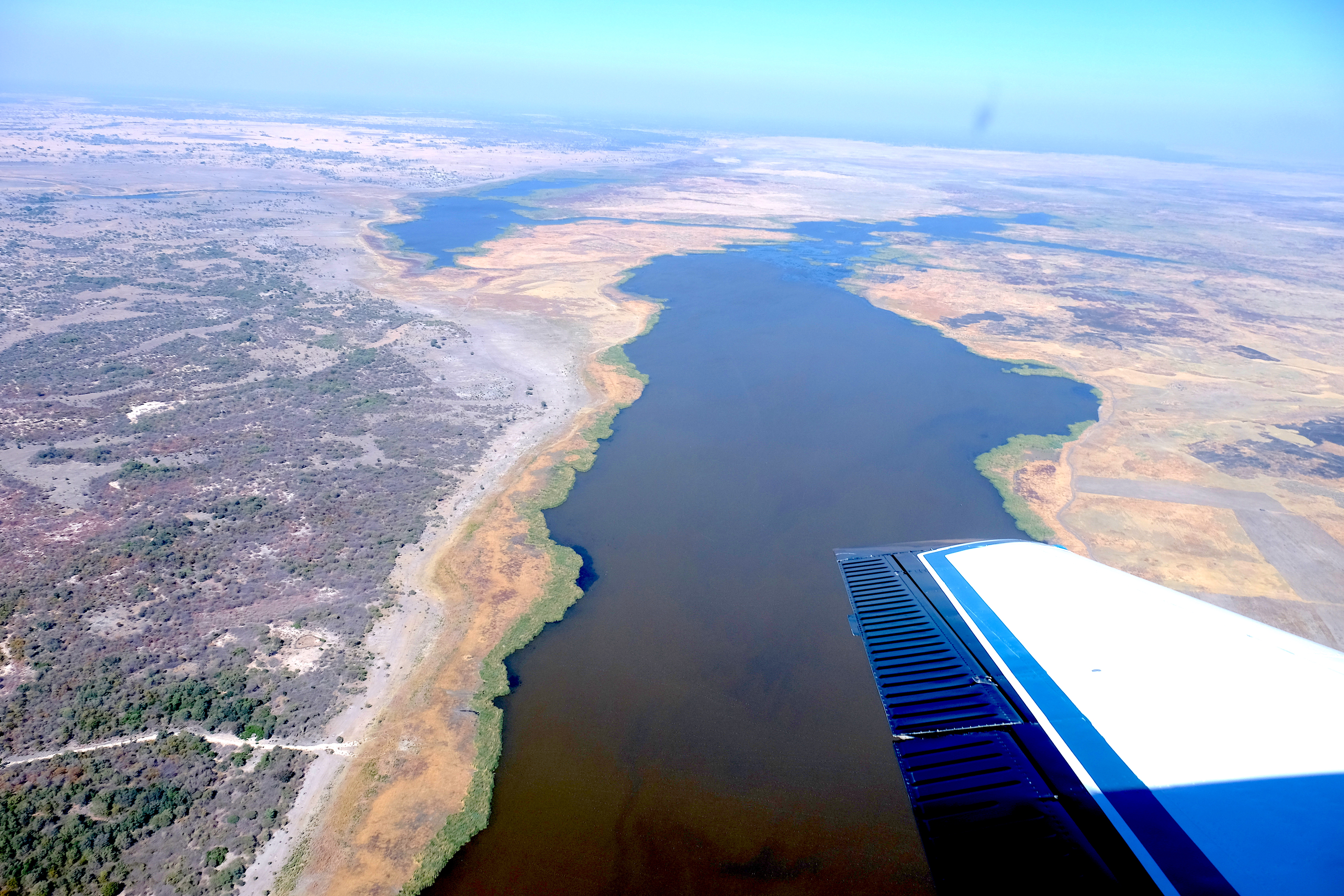
Lago Liambesi